# Ross Ryan
Ross Edwin Ryan (13 de diciembre de 1950 en Fort Leavenworth, Kansas) es un músico, productor y compositor australiano. Su canción "I Am Pegasus", lanzada en septiembre de 1973 ingresó en las listas de éxitos de Australia. Su álbum My Name Means Horse, lanzado al mercado en 1974, también figuró en las listas de éxitos de ese país, además de sus sencillos "I Don't Want to Know About It" (julio de 1973) y "Blue Chevrolet Ballerina" (junio de 1975).

## Discografía

### Estudio
- Home Movies (1971)
- A Poem You Can Keep (1973)
- My Name Means Horse (1974)
- After the Applause (1975)
- Smiling for the Camera (1977)
- I Thought This Might Happen 1973 – 77 (1977)
- The Greats of Ross 1973 – 90 (1990)
- One Person Queue (2003)
- The Difficult Third Compilation (2008)